# Tilde Johansson
Tilde Johansson (5 gennaio 2001) è una lunghista e ostacolista svedese.

## Palmarès
| Anno | Manifestazione   | Sede     | Evento         | Risultato | Prestazione | Note                                     |
| ---- | ---------------- | -------- | -------------- | --------- | ----------- | ---------------------------------------- |
| 2018 | Europei under 18 | Győr     | Salto in lungo | Oro       | 6,33 m      |                                          |
| 2019 | Europei indoor   | Glasgow  | 60 m hs        | Batteria  | 8"31        |                                          |
| 2019 | Europei under 20 | Borås    | 100 m hs       | Oro       | 13"16       |                                          |
| 2019 | Europei under 20 | Borås    | Salto in lungo | Argento   | 6,52 m      |                                          |
| 2019 | Mondiali         | Doha     | Salto in lungo | 17ª (q)   | 6,48 m      |                                          |
| 2023 | Europei U23      | Espoo    | Salto in lungo | 5ª        | 6,56 m      |                                          |
| 2023 | Mondiali         | Budapest | Salto in lungo | 34ª (q)   | 5,99 m      |                                          |
| 2024 | Europei          | Roma     | Salto in lungo | 16ª (q)   | 6,55 m      | Miglior prestazione personale stagionale |

## Altre competizioni internazionali
2017
- Bronzo al Festival olimpico della gioventù europea ( Győr), salto in lungo - 6,10 m